# Driakiew gołębia
Driakiew gołębia (Scabiosa columbaria L.) – gatunek rośliny z rodziny przewiertniowatych (Dipsacaceae). Występuje w południowej i środkowej Europie (na północy sięgając po Wielką Brytanię, Szwecję, kraje bałtyckie i środkową Rosję) w południowo-zachodniej Azji (na wschodzie po Turkmenistan) oraz w północno-zachodniej Afryce (Algieria i Maroko) i na obszarach górskich w Afryce równikowej. Jako gatunek introdukowany rośnie we wschodniej części Ameryki Północnej. W Polsce występuje na północy i zachodzie.

## Morfologia

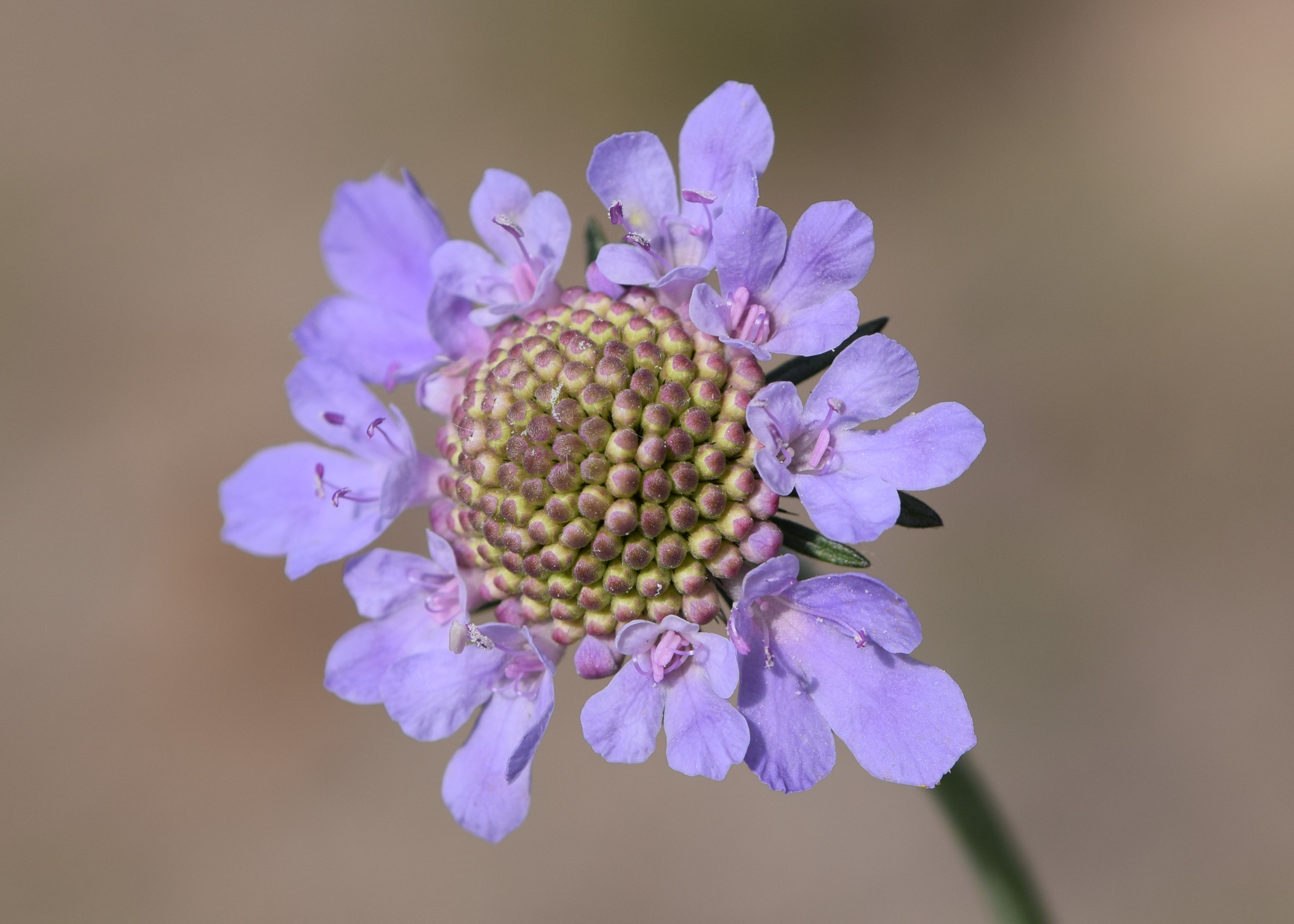
Kwiatostan

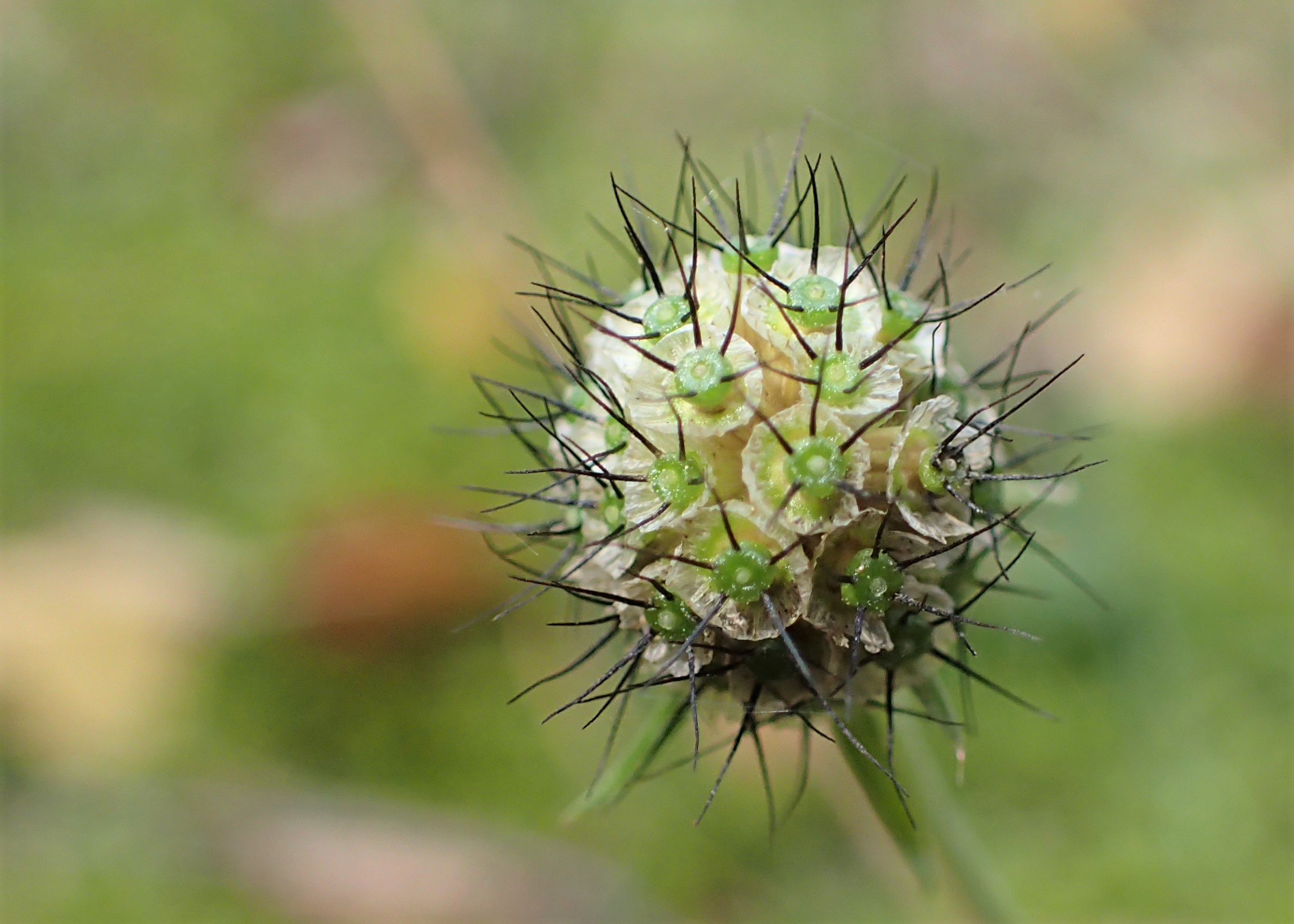
Owoce, z 5 czarniawymi ośćmi

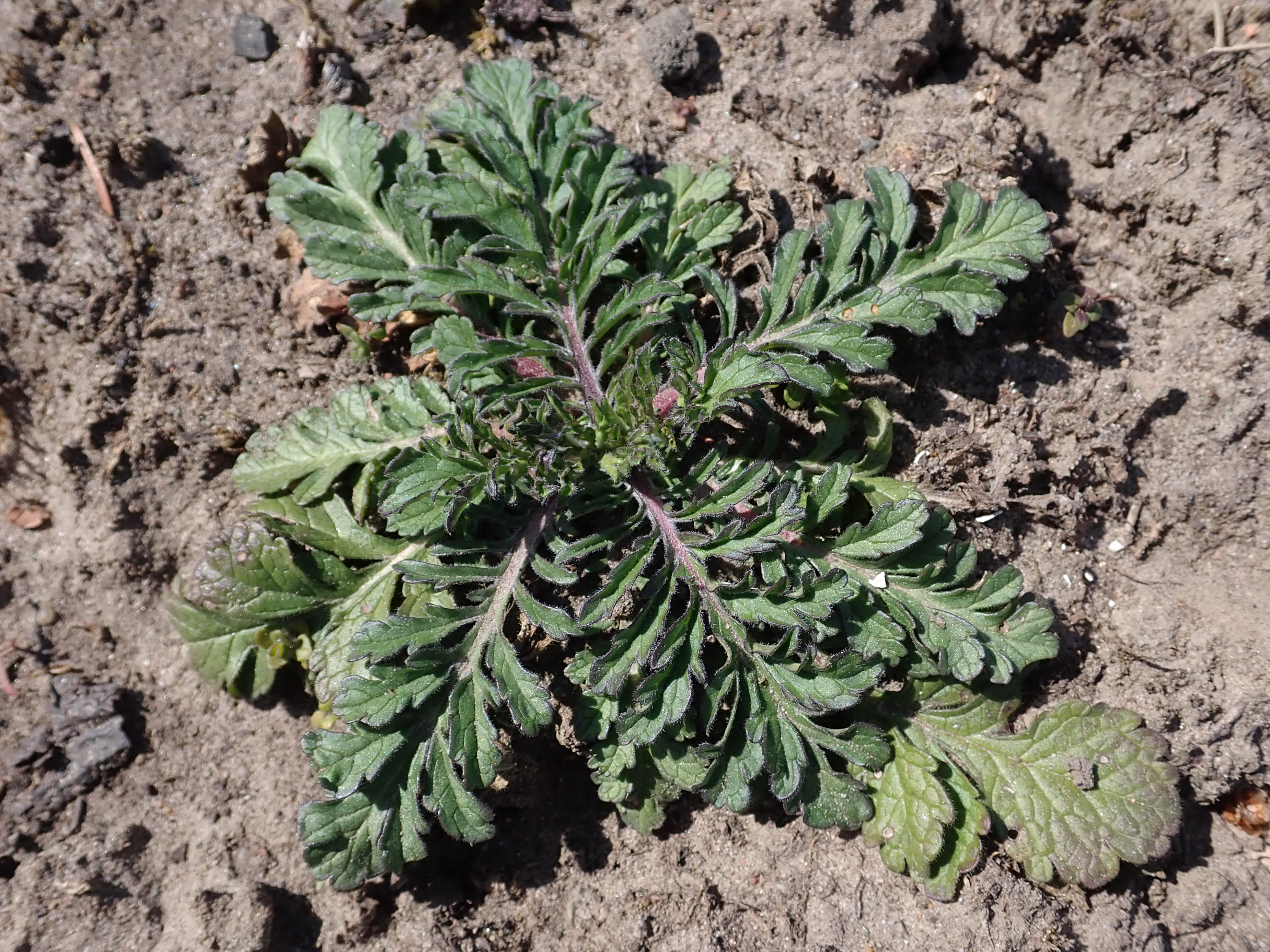
Liście odziomkowe

PokrójRoślina zielna z korzeniem wrzecionowatym o rozgałęzionej szyi korzeniowej, z której wyrastają płonne rozety liści i pędy kwiatonośne. Łodygi wzniesione, rozgałęzione lub nie. Osiągające zwykle do 60 cm, czasem do 80 cm wysokości. Łodyga jest okrągła na przekroju i naga z wyjątkiem górnej części, gdzie pokrywają ją krótkie, w dół skierowane włoski.
LiścieNajniższe liście łopatkowate, ząbkowane. Liście łodygowe pierzaste, podzielone na wąskie odcinki.
KwiatyBezwonne, zebrane w szczytowe główki kształtu półkulistego do kulistego. Listki okrywy są wąskolancetowate, podobnej długości jak kwiaty, pokryte białawymi szczecinkami. Korony początkowo czerwonawo-liliowe, później fioletowawoniebieskie, rzadko białe. Korony kwiatów wewnątrz koszyczka są słabogrzbieciste i osiągają do 7 mm długości. Korony kwiatów brzeżnych osiągają do 15 mm długości i są silnie grzbieciste – mocno powiększone są trzy dolne łatki.
OwocePozorne – niełupki zrośnięte na szczycie z kielichem i kieliszkiem. Są podługowane, do 4 mm długie, silnie żebrowane i na żebrach gęsto owłosione. Kielich zachowuje się w postaci 5 szczecinek długości do 4 mm, barwy czarniawej. Kieliszek tworzy na szczycie owocu wyraźny rąbek.
Gatunek podobnyDriakiew wonna Scabiosa canescens ma kwiaty wonne, szczecinki kielicha żółtawe lub żółtawozielone i dolne liście całobrzegie.

## Biologia i ekologia
Bylina. Występuje w miejscach suchych, na zboczach i wśród skał. Kwitnie od czerwca do września. Gatunek charakterystyczny dla klasy (Cl.) Festuco-Brometea, związku (All.) Koelerion albescentis (regionalnie) i zespołu (Ass.) Trifolio-Anthyllidetum. 

## Zastosowania

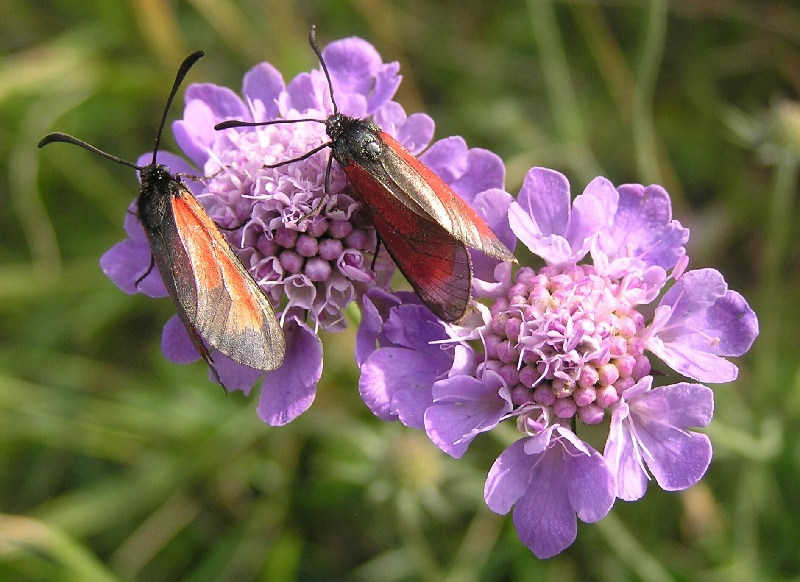
Kwiatostany z motylem Zygaena minos

Jest uprawiana jako roślina ozdobna. Najlepiej rośnie na stanowisku słonecznym, na glebach przepuszczalnych o odczynie od obojętnego do lekko zasadowego. Rozmnaża się przez wysiew nasion jesienią, przez podział wczesną wiosną lub przez sadzonki. Odmiana 'Butterflay Blue' ma kędzierzawe liście i lawendowoniebieskie kwiatostany.

## Zagrożenia i ochrona
Umieszczona na polskiej czerwonej liście w kategorii NT (bliski zagrożenia).